# Lycosa liliputana
Lycosa liliputana este o specie de păianjeni din genul Lycosa, familia Lycosidae, descrisă de Nicolet, 1849. Conform Catalogue of Life specia Lycosa liliputana nu are subspecii cunoscute.